# Pfanni
Pfanni  GmbH & Co. OHG est une entreprise agro-alimentaire allemande dont le siège se trouve à Stavenhagen (Mecklembourg-Poméranie-Occidentale), spécialisée dans la fabrication de produits alimentaires à base de pommes de terre. C'est depuis 1993 une filiale du groupe multinational Unilever.

## Histoire

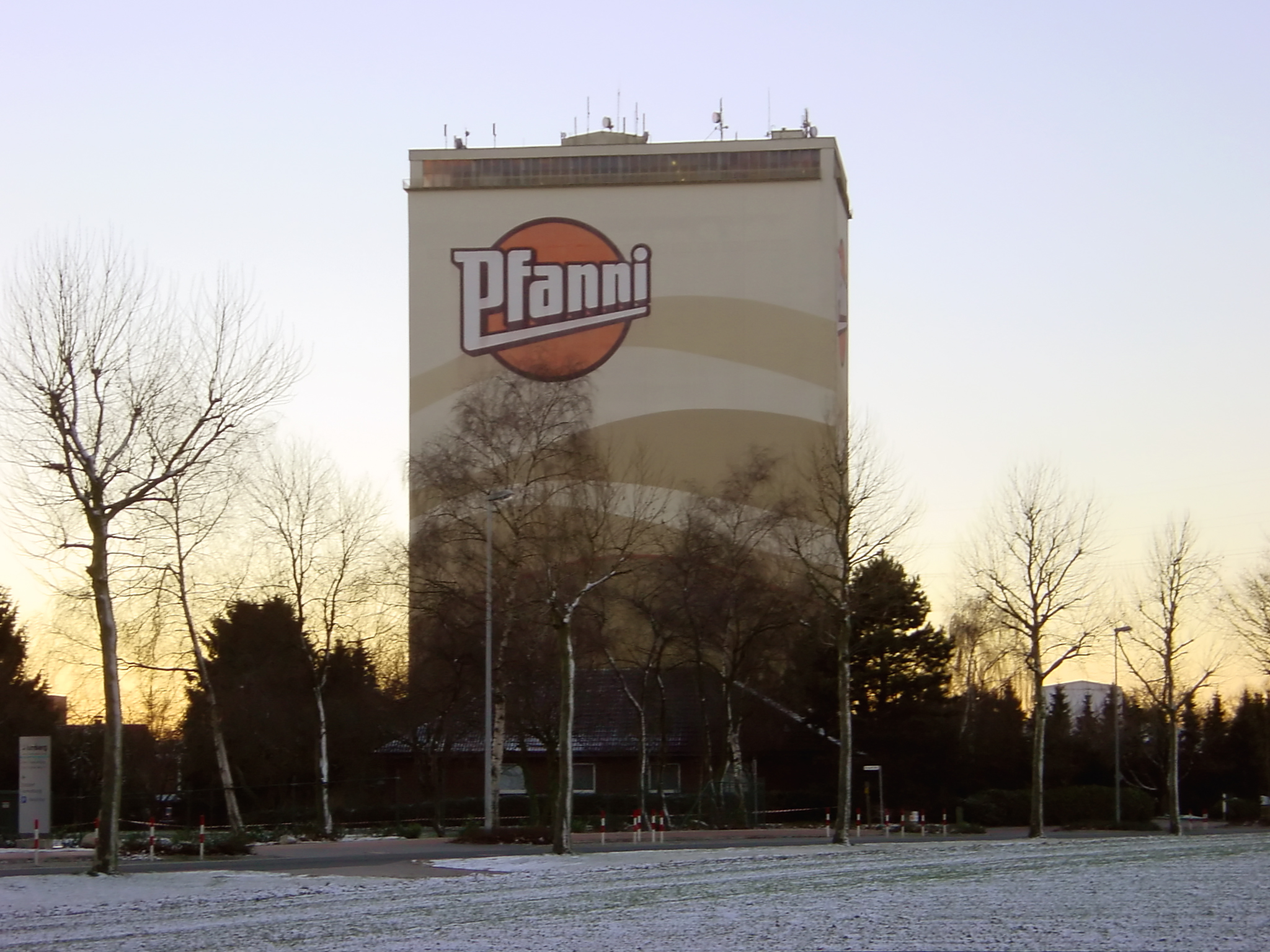
Tour Pfanni à Cloppenburg.

La société a été fondée à Munich le 2 septembre 1949 par Werner Eckart sous la forme d'une société en commandite simple. Son père, Johannes Eckhart, était déjà fabricant de conserves depuis 1868. Son chiffre d'affaires s'est élevé en 1964, plus de 50 millions de marks, chiffre porté à 80 millions de marks en 1965. Pfanni compte 1300 employés et traite 150 000 tonnes de pommes de terre par an. En 1993, l'entreprise a été cédée à la filiale allemande du groupe Unilever. Depuis lors, le nom « Pfanni » est devenu une marque commerciale, légalement protégée dans le secteur des produits de pomme de terre transformée. La gamme actuelle de produits à base de pomme de terre comprend notamment des quenelles, de la pâte, des purées, les plats cuisinés, ainsi que des gnocchis. L'assortiment est complété par des quenelles de pain (Semmelknödel). 
A Munich, dans les anciens locaux de Pfanni derrière la gare de München Ost (Ostbahnhof) a été créé en 1996, après le départ de l'entreprise pour le Mecklembourg-Poméranie-Occidentale, le « Kunstpark (Ost) »  parc thématique qui propose depuis 2003 sous la marque Kultfabrik des manifestations pour la jeunesse. 
Dans l'ancien site de l'usine Pfanni a également été installé en 1996, Das Kartoffelmuseum (le musée de la Pomme de terre) qui est soutenu par la Fondation Otto Eckhart. Le Consul Otto Eckhart, fils du fondateur, a été directeur général et propriétaire jusqu'à la vente de la société à Unilever. Il est à présent membre du Conseil d'administration de la fondation.
A Stavenhagen, l'usine Pfanni est exploitée par la société  Pfanni GmbH & Co. OHG. Elle comptait en 2007 plus de 300 employés et traite environ 150 000 tonnes de pommes de terre par an. Une autre usine, située à Cloppenburg (Basse-Saxe), était exploitée par Pfanni-Werke GmbH & Co. KG. Elle a été acquise par la société Wernsing Feinkost GmbH, et la production transférée à Addrup, quartier de Essen (Oldenburg).